# るいは智を呼ぶ
『るいは智を呼ぶ』（るいはともをよぶ）は、AKABEiSOFT2の姉妹ブランド「暁WORKS」より2008年6月26日に発売されたアダルトゲーム（ゲームジャンルはアドベンチャーゲーム）。暁WORKSの第2作に当たる。略称は「るい智」。
タイトルは日本のことわざ「類は友を呼ぶ」と、主人公とヒロインの名前「智」「るい」とをかけている。主人公は女装した「男の娘」であり、作品のモチーフとして『南総里見八犬伝』を彷彿させる要素が多数織り込まれている。仲間との絆を描いた冒険もの、ヒューマンドラマ的な要素を持ち、性的描写よりストーリーに重きを置いており、広い意味では泣きゲーに属すると言える作品。一部オカルトホラーを含めたスリルと圧迫に対して明るさのある展開が特徴である。
2010年9月23日にファンディスクと主人公フルボイス版が発売された。
2013年9月26日、『るいは智を呼ぶ - フルボイスエディション - 』をベースとしたPlayStation 3及びPlayStation Vita版（ダウンロード販売を含む）が5pb.Gamesより発売（アダルトシーンは削除）。

## 背景
本作は、アダルトゲームにおいては『処女はお姉さまに恋してる（おとボク）』と『はぴねす!』（ともに2005年）のヒットによりブームが形成されたところの「男の娘」ジャンルに属する作品である。『おとボク』は2004年にテレビアニメが放映された『マリア様がみてる』の影響を色濃く受けており、本作にもまた『マリみて』の影響が指摘されている。地名や人物設定などに『南総里見八犬伝』との類似も指摘され、影響や示唆とも見られるが、公式には発表されていない。

## 作品構成
主人公の和久津智は「呪いの痣」を持つ少女である。ある日、死んだはずの母からの手紙が届く。その手紙に従い行動する智は、数々の困難をくぐり抜けるうちに5人の少女と出会って同盟を結ぶ。そして彼女等は、同じような痣を持つひとつの同類、あるタブーを犯すと死ぬという呪いを隠し持った仲間達であることにも気づく(「用語・設定」参照)。主人公は呪いを解きたいと思いつつ、目の前の困難と仲間の世話に明け暮れることになる。
5つのルートは各前半が共通シナリオ部分。エンディングの後の再プレイ前半で新しいルートの選択肢が追加される方式。二回目の追加（3回目プレイ）で最後のルートが開かれることになる。推奨ルート順は公式にはないが当時のファンは出会いの順を推奨していた。
ストーリー展開 （全体）
冒頭部
危機のシーン。次に手紙にあれこれを書いている。
街の外れで数人の女の子が集まって生きるについての世界の呪いについて語っている。
前半本編
主人公の死んだ母の手紙をきっかけに次々と知り合った者達が同盟仲間を結成する。
前半はいささか命がけな困難イベントがある。
このイベント前までの何気ない思いや仕草などが分岐となっている。
前後の間で再び冒頭と同じタイトルが流れる。
後半
後半、呪いにまつわる危機が発生し、智は仲間とともにその解決に向けて活動するが、
仲間は必ずしも一体でなく、謎が多く、外部の邪魔する意思もそれぞれに登場する。
ルートを進んで世界は広がり深まりつつ呪いの周辺や中心に近づくが、最後に障害となるのが、呪いを解消したくない意思と、および運命の閉じた道筋が存在することであり、犠牲も出したくない。
曲折の末、ほぐしようのない行き詰まりは全ての命を守ろうとして解決する。
作品の世界観について最後に語られるが、これはある人物の主観になっている。
作品特徴
人間のつながりと世界観を結びつけたシナリオ、最後に作中人物の主観でまとめる微妙な世界観、など凝った構造であるが、この作品はそのシナリオと世界観とが高評価であった。
衒学的なようなそうでないような謎めいた言葉も少なくない。
また作中では呪いという用語が設定以上に広い意味でくり返し使われている（「生きるって呪いみたいなものだよね」など）。

## 登場人物
和久津 智（わくつ とも）
声：佐本二厘
本作の主人公で、学園の2年生にして「同盟」の発起人である。死んだ母の遺言で、嫌々ながら（本人談）性別を偽って生活している。仲間からはときに嘘つき村の住人と言われる。
身長165センチ。2月23日生まれ（魚座）。血液型B型。痣の位置は右腕の後ろ。
学園では、文武両道・品行方正な優等生として下級生の少女達に「憧れのお姉さま」として慕われている。しかし学園では本性を隠しているが、実際は清楚な外見に似合わず、必要とあらば手段を選ばない「前向きに卑屈な奴」。何事にも冷静で余裕があるように振舞うが、実は強がりと慎重さのたまもので、日々を注意深く生きている。しかし根っこは捨て犬を見つけると口では拒んでもずるずると飼ってしまうような性格。これが災いし、勢い任せの「同盟」の少女達の折衝・総務・外交を一手にこなす知恵袋となり、その実、雑用係として後始末に明け暮れるはめになる。
呪いは「本当の性別を知られてはならない」。常に女装をしているのはこのため。知られることが即呪いを踏むことになるため「同盟」メンバーにも呪いの詳細を隠しているが、仲間に秘密を持つことに罪悪感を持っている。痴漢に襲われたり医者にかかるような怪我や病気をしても呪いを踏むことになってしまうため、護身術と医療知識を身に付けている。
趣味は料理と編み物。本人は謙遜するが、かなりの腕前。
発売前・体験版公開後の人気投票では、2位の3倍以上の票を獲得しての1位。総投票数の39.7パーセントという大量の票が智に集中した。
皆元 るい（みなもと るい）
声：有栖川みや美
智が最初に出会った人物で、智とは違う学園の3年生である。今日と今に勢いよく集中する。
身長162センチ。スリーサイズは85D・58・82。5月7日生まれ（牡牛座）。血液型A型。痣の位置は右胸。
特定住居を持たず廃墟などを住処に渡り歩く。一応それでも、学園には通っているらしい。
スクーターを投げ飛ばす等の常人離れした身体能力を持つが、すぐにおなかがすきやすい。大のマヨラーで甘いものは苦手。行き倒れた際に智の料理で餌付けされて仲良くなる。
行動的だが刹那的。情には厚いが飽きっぽい。趣味は多芸だが続かない。
敵味方をはっきり区別するタイプであり、一度信じた相手は無条件で信頼するが、人見知りで面識のない人間には警戒心をむき出しにする。また仲間と認めた人間を疑うことや、「裏切り」という行為を極度に嫌う。
過去に親との関係にわだかまりがある。
花鶏とはことあるごとに揉めに揉めている。
続かない趣味の中で唯一続いているのがベースの演奏。たまに路上で弾いている。
花城 花鶏（はなぐすく あとり）
声：天乃そら
二人目、尊大ぶる天才肌。
自分（たち）を孤高な存在とし、他を気にしない姿勢を取る。
身長167センチ。スリーサイズ、82C・59・78。7月14日生まれ（蟹座）。血液型B型。痣の位置は左腕。
地元有名お嬢様校の2年生。ロシア系クォーターで銀髪と青い瞳が特徴である。
高慢ともいえるほどプライドが高く、人生を勝敗で見ている。味方というより信者が多く、敵の方はさらに多いが、どちらも気に留めていない。攻撃に対しては「目には目と鼻を、歯には歯と舌を」の倍返し主義をモットーとする。「正々堂々」は彼女の辞書にはなく、智とは違った意味で目的のために手段は選ばない。
万事につけ天才肌で、学内ではトップクラスの秀才で、特に頭の回転が速い。必要とあらば勤勉にも真面目にもなるが、逆に興味のないことには徹底して最低限の労力しか割かない。疲れやすいのかよく睡魔に襲われどこでも寝てしまう。
徹底して女の子にしか興味を示さない同性愛至上主義。るいとは氷炭も避けて通る間柄で、ことあるごとに揉めている。
趣味はボトルシップ。ルージュはアリョールの4番がお気に入り。
作中描写では、大きな家の中で家人との関係がうすく、家を大きくした祖父を尊敬している。
呪いの痣を「聖痕」と呼び、能力は選ばれた人間の特権と自負する。
鳴滝 こより（なるたき こより）
声：鷹月さくら
三人目、小動物系妹。背伸びするくせに責任を一人で抱えるには弱気。
身長142センチ。スリーサイズ、72AA・55・77。6月6日生まれ（双子座）。血液型O型。痣の位置は左太もも。
智より4つ年下の最年少。
「同盟」のマスコット担当。同性愛者である花鶏のセクハラに晒されている。テンションが高く孤独が苦手で、智をセンパイと呼んで慕う。
基本的には常に元気で、インラインスケートで走り回っており、曲芸じみた真似でも平気でこなす。
歳の離れた姉がいる。いわゆる「お姉ちゃん子」で姉の後を追いかけていたが、いつしか拒絶されてしまい、数年間会話すらしていなかった。彼女のルートでは再会を果たすが…
呪いのためか気弱で他者に依存する傾向のある性格に育つ。ただし、最後の一線では芯の強いところを見せる。
白鞘 伊代（しらさや いよ）- 声：水鏡 / 小手島ひばり（フルボイスエディションより）
四人目、正義派委員長純情派（智による）
優等生の堅物で図書館の本に浸って勉強しているが、同情から深入りしたお人好し。
身長164センチ。スリーサイズ、95E・63・97。8月30日生まれ（乙女座）。血液型A型。痣の位置は背中。
県内の進学園の2年生。成績優秀で奨学金で通っている。
人に合わせるのが苦手なくせに、他人を放っておけない性分。困っている相手には手を差し伸べ、ボケられると突っ込まずにはいられない。涙もろく、お人好し。智曰く「委員長気質の、いいやつ」
自他共に厳しく、真面目で良識と理性を重んじる一方で、常識や旧慣を嫌う。マイルールを設定して頑として曲げない。結果、他人との折り合いに失敗して善意を空回りさせてしまうという、ままならなさを発揮する。
学園では、優秀ではあっても模範的ではなく、しょっちゅうサボってファミレスや図書館で勉強している。本人曰く「効率がいい」から。周囲の学園生には受けが悪く、睨まれているが、本人にはそんな気などさらさらないのが、確執を一層深くしている。
本人はいたって真面目なのだが、不器用さゆえに周囲の状況を気にせず場違いな発言をするため、「空気を読めない天才」「キング・オブ・イケてない」という不名誉な称号を持つ。
活劇場面では裏方に回りやすいが、パソコンを使用しての情報収集等では頼れる仲間。
智やこよりらからは委員長キャラ（花鶏からは地味キャラ）とも言われ、いつしか定着している。
茅場 茜子（かやば あかねこ）
声：桜坂かい
5人目、自称、自他共に認める魔女。
生きるのが危なっかしいのに人を遠ざける毒舌家。
身長151センチ。スリーサイズ、79B・54・76。11月9日生まれ（蠍座）。血液型A型。痣の位置はお尻。
智より二つ年下。ミッション系の学園に通っているらしい。親から捨てられた家なし子。
学園では遅刻・素行不良の常習犯で、慢性的なサボり魔。
ゴスロリ服で固めた無表情な容姿と外見から淡々と毒を吐く。表情が変わらないため何を考えているかわかりにくく、ボーっとしているかと思えば、腹黒い笑みを見せたりする、「同盟」メンバーで最も掴みがたいキャラ。
裏路地を彷徨い歩いて猫を撫でるのが趣味。ときには猫と暮らす。猫達と会話しているらしいが、他人には理解不能。猫につけている名前も常人の感性とは異なる。ちなみに猫舌である。
尹 央輝（ゆん いぇんふぇい）
声：芹園みや
穂北の裏社会の裏社会の実力者で、「キタの吸血鬼」の通り名で呼ばれている。
必要に応じて手段は選ばないと語る。
身長150センチ。スリーサイズ、68AA・52・79。9月30日生まれ（天秤座）。血液型O型。痣の位置は左肩。正確な年齢は不明だが、智達「同盟」メンバーとさほど変わらない年頃と思われる。大抵は黒いつば広の帽子とコートという暑苦しい格好でいることが多い。
「ラトゥイリの星」を巡り、「同盟」メンバーと関わりを持つことになる。
大体は夜出没する。
年齢の割に貧乳なのがコンプレックス。
才野原 惠（さいのはら めぐむ）
声：真琴ひろ
智の友人を自称する、男装の少女。
自分への質問に対して「正義とは何だろう」「すべては裏表だ」などと考察を問いかけることがある。
身長171センチ。スリーサイズ、80B・55・80。12月15日生まれ（射手座）。血液型AB型。痣の位置は左わき腹。
央輝ともかねてから知り合い。
クールでミステリアス。芝居がかっているようにもふざけているようにもとられる言葉ばかりを口にするが、不思議とさわやかで嫌味がない。万事につけ執着が薄そうで、最も正体不明かもしれない人物。
「同盟」メンバーと同じく呪い持ちで内容を語ろうとせず、花鶏からは信用できない相手として見られている。
冬篠 宮和（とうしの みやわ）
声：さくらひな
身長163センチ。スリーサイズ、89E・62・86。6月23日生まれ（蟹座）。血液型B型。
智の学園のクラスメイト。学園内では唯一智の本来の性格を見抜いている、数少ない友達。智同様、宮和も友達は少ない。人当たりは良いが、独立独歩で「天災さん」と呼ばれている。知識の収集癖がある。
本人曰く、「学園内最強の和久津智のストーカー」。
蝉丸 いずる（せみまる いずる）
声：羅々菜
身長168センチ。スリーサイズ、88E・60・91。
るいの知り合いの語り屋。または騙り屋。虚か実かよくわからないセリフ。狂言回しで胡散臭いと自ら認める、変人。語り(騙り)代としてそれに見合った対価を要求する。
鳴滝 小夜里（なるたき さより）
声：六月紫音
こよりの姉で企業の秘書をしている。家を出ていて最近こよりとうまくいっていない。とにかく大人の女性。
三宅 康博（みやけ　やすひろ）
声：JACK
うだつの上がらない記者で、記者としての腕はルート毎に評価が異なる。取材を通じて「同盟」メンバーと関わりを持つようになる。
芳川 佐知子（よしかわ さちこ）
声：鈴峰りお
惠の屋敷で働く若いメイド。
沖 浜江（おき はまえ）
声：日椰たぬき
惠の屋敷で働く老メイド。料理の腕前はプロ級。意外にも音楽にも精通しており智たちの指導を買って出る。ただし、鬼教官。
和久津 真耶（わくつ まや）
声：麻野紗雪
智の双子の姉で、幼い頃に数度会っているが、現在は行方不明。しかし、ときおり智に夢を通じて語りかけてくる。

## 用語・設定
呪い
智たち特殊な能力を持つ者たちに課せられた禁忌。これを破ると死の制裁が訪れる。呪いの証として、身体の何処かに「呪いの痣」が刻まれており、全部で8人が居るとされている。痣の形は全員が共通。
禁忌を破ると呪いに殺される（作品中では「呪いを踏む」と呼ばれる）、というのは、「呪い持ち」達は本能的に理解していることであり、経験則から学び取ったものではない（踏めば死ぬのだから）ため、実際にどんな形で死が訪れるのか本人たちも実はよくわかっていない。
能力・才能
智たちが持つ、特別な力。常識の外にある超常現象めいた「能力」。他人に話す時など、オカルトめいた言い方を避ける場合は「才能」と言ったりするが、明確に分けて表記されているわけではない。基本的には同じ意味。
ラトゥイリの星
ロシア語で書かれた古書。原題は「ラトゥイリ・ズヴィェズダー」。著者は不明。花鶏が、曽祖父のセルゲイ・アレクサンドローヴィチ・ズファロフから受け継いだ、ズファロフ家の遺産。
表向きは幻想物語の体裁がとられているが、真実は「呪い」の秘密について記されている。ただし、ロシア語でしかも古典、意図的に隠された内容など、実際に何が書かれているのかは花鶏にもわからない。日本で育った花鶏はロシア語は少々わかる程度であり、智たち「同盟」メンバーに出会うまでは呪いを解きたいなどとは欠片も考えていなかったため、解読しようとは思っていなかった。「呪い」の家系を誇りにしているがゆえの、その証明としての物品であり、内容そのものには興味を持っていなかった。
これが盗まれたことをきっかけに、「同盟」メンバーは運命の邂逅を果たすことになる。

### 個々の才能と呪いの詳細
以下のことは、ストーリー中で示されるもので必ずしも厳密ではない。
順序は呪いと才能が明確に明かされる順。
るい
才能は身体能力の向上で、シンプルに腕力や走る速さが増す能力。
ただし代償としてエネルギーを大量に消費し、それゆえ毎日が腹ペコである。
呪いは人と約束をしてはならないか未来の約束をしてはならない。作中では「未明の制約」とも表現されている。
そのため未来の約束を交わせず、今その日だけに集中する。
花鶏
才能は高速の思考力で、周囲の動きをスローで知覚することが可能になる。一種の集中力だが、その結果、疲れでよく眠くなる。
呪いは他者に助けを求めてはならない。
こより
才能は運動の再現で一度見て記憶した他者の動きを完璧に再現する。声帯模写もできる（似たような声に限る）。
あくまでも再現であるため、こより自身のスペック以上の動きの再現には体が付いていかない。智は「運動の再現能力」と呼んでいる。
呪いは初めて通る扉を開けてはならない。作中では「檻の呪い」と表現されている。一人ではどこへも行けず人についていくことになる。
伊代
才能は道具を使いこなす力。初見でも触れた瞬間に使いこなすことが可能。
ただし熟練度や力は別。智は「歩く操作マニュアル」「道具の最適化運用」と呼んでいる。
呪いは固有名詞を呼んではならない。当然、学校でも相手の名を呼んだことはなく、周囲と溶け合えない。
茜子
才能は人の心を読むことで、読めるのは主に感情の機微で、本当か嘘か程度の大まかにしか判別できない。
また普段から嘘をつき慣れている人物や、感情の動きが小さい人物の心は読みにくい。
呪いは人に直接触れてはならない。人との距離を常に取る。人の感触の記憶がなく、あこがれるセリフを洩らすことがある。
央輝
才能は目を合わせた人間の感情を増幅すること。
主に相手を威圧して怯ませたところに、感情を増幅し恐怖で身動きを取れなくするといった使い方をする。
呪いは日光を浴びてはならない。
惠
才能は命の上乗せ。殺した相手の命を奪い自分の命のストックを増やせ、重傷を負っても短時間で回復する。
代々夭折の家系に生まれた惠が生き長らえているのはこの力のため。持病のため、こっそり罪人を裁いている。
呪いは自分に関する真実を話してはならない。
智・真耶
終盤に未来予知であることが明かされるが、さらに進むと実は自身がこうありたいと願った結果を引き寄せて具現化させる力だったことが明らかになる。智自身には勘が冴える程度に認識され、夢を通して具体的に未来の映像を見たりもしていた。
呪いは智・真耶共に、他人に自分の性別を知られてはならない。
ひとつの呪いを智と真耶の姉弟で共有しており、当初は智が呪いを真耶が才能を受け持っていたが、真耶の任意で一方または両方を受け渡すことが出来るようになった。つまり、呪いを真耶に渡している間であれば、智の性別がバレても呪いが発動することはない。

## 制作スタッフ
- 原画・キャラクターデザイン：さえき北都[1]
- 企画・シナリオ：日野亘、衆堂ジョオ[1]
- オープニングテーマ：『絆』
  - 作詞・作曲・歌：真里歌、編曲：井ノ原智
- エンディングテーマ：『宝物』
  - 作詞・歌：Riryka、作曲・編曲：椎名俊介

## 制作
智は（ヒロインも含めて）本作で一番かわいいキャラクターとして設定されている。この点は企画段階でスタッフ間で再度議題にあがるなどしていた。

## 反響

### ユーザーの感想
公式サイトで人気投票をおこなったところ、智は全体の約4割の票を獲得して1位になった。

### 批評
本作を紹介した『女装少年コレクション ゲーム編』（一迅社）は、独特の文体がディープな雰囲気を演出しているとし、「シナリオライターの手堅い構成と伏線の張りようが秀逸」と賞している。
一般向けゲームを専門に扱うニュースサイト「Gamer」のライター・TOKENは、コンシューマ版について、主人公の智とヒロインたちの会話がどこか散文的で独特のテンポがあってユーモラスであり、大笑いというほどではないが、クスリとする場面も多々あったと評している。一方で、TOKENは一読または一聴しただけで理解できるものではなく、キャラクターの背景を想像しながら読み進める必要があり、会話に対して気が散るほどでもないとしている。

## 関連商品

### 書籍
- るいは智を呼ぶビジュアル・ガイドブック (2009年7月31日発売)
- るいは智を呼ぶPLUS -魔女たちと太平洋の星 桜ノ杜ぶんこ (2013年5月5日発売)

### CD
- るいは智を呼ぶ Music Collection-明日のむこうに視える風- (2010年12月22日発売)
- るいは智を呼ぶ ドラマCD -眠れぬ森のいばら姫- (2011年5月27日発売)